# Orde van de Rode Vlag van de Arbeid (Georgië)

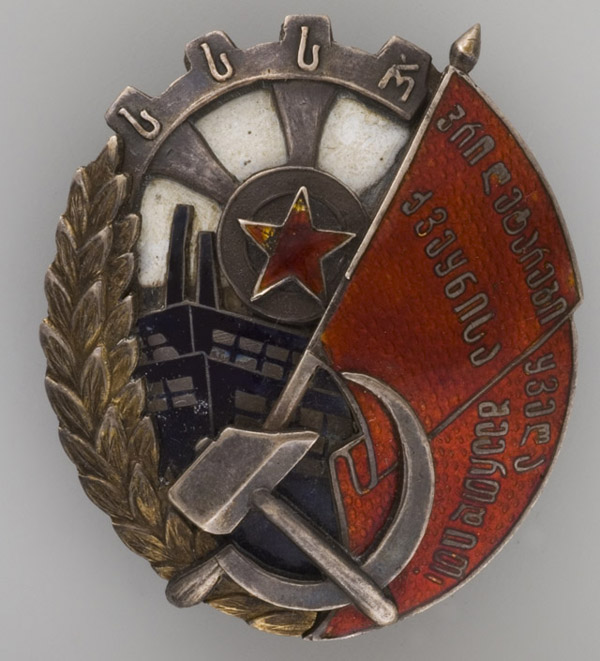
De Orde van de Rode Vlag van de Arbeid.

De Orde van de Rode Vlag van de Arbeid (Georgisch: "შრომის წითელი დროშის  ორდენი") was een orde van de Georgische Socialistische Sovjetrepubliek. De in 1928 ingestelde socialistische orde had een enkele graad en was de tweede, ditmaal puur civiele, onderscheiding van de Volksrepubliek Georgië.
Er werden twee uitvoeringen vervaardigd.
Toen de Sovjet-Unie steeds centralistischer werd bestuurd, verdwenen de orden van de deelrepublieken.